# Shouf shouf habibi!
Shouf shouf habibi! är en nederländsk film från 2004.

## Handling
20-åriga Abdullah är uppvuxen i Nederländerna med föräldrar från Marocko. Han väljer mellan en marockansk eller nederländsk livsstil.

## Rollista (urval)
- Mimoun Oaïssa - Ap
- Salah Eddine Benmoussa - Ali
- Zohra 'Flifla' Slimani - Khadija
- Najib Amhali - Sam
- Iliass Ojja - Driss
- Tanja Jess - Maja
- Frank Lammers - Chris
- Touriya Haoud - Leila
- Mimoun Ouled Radi - Rachid
- Mohammed Chaara - Mussi
- Leo Alkemade - Robbie
- Winston Gerschtanowitz - Daan
- Tara Elders - Britt
- Bridget Maasland - Carlie